# Undløse-Søndersted Sogn
Undløse-Søndersted Sogn ist eine Kirchspielsgemeinde (dän.: Sogn) auf der Insel Sjælland im südlichen Dänemark. Sie entstand am 1. September 2021 durch Zusammenlegung der vorherigen Sogne Søndersted Sogn und Undløse Sogn. Bis 1970 gehörten diese zur Harde Merløse Herred im damaligen Holbæk Amt, danach zur Jernløse Kommune im Vestsjællands Amt, die im Zuge der  Kommunalreform zum 1. Januar 2007 in der Holbæk Kommune in der Region Sjælland aufgegangen ist.
Im Kirchspiel leben 1.918 Einwohner, davon 1179 im Kirchdorf Undløse (Stand: 1. Januar 2023).
Im Kirchspiel liegen die Kirchen Kirche von Undløse und „Søndersted Kirke“.
Nachbargemeinden sind im Westen Skamstrup-Frydendal Sogn, im Norden Sønder Jernløse Sogn, im Nordosten Kvanløse Sogn und im Osten Ugerløse Sogn, ferner in der südlich benachbarten Sorø Kommune Stenmagle Sogn, Stenlille Sogn und Niløse Sogn.